# Ethel Seymour
Ethel Seymour (* 6. März 1897 in West Ham; † 13. November 1963 in Hampstead) war eine britische Turnerin.

## Erfolge
Ethel Seymour nahm 1928 an den Olympischen Spielen in Amsterdam teil und gehörte bei diesen zur britischen Turnriege im Mannschaftsmehrkampf, bei dem insgesamt fünf Mannschaften antraten. Den Wettkampf schlossen die Britinnen mit 258,25 Punkten auf dem dritten Platz ab, hinter den siegreichen Niederländerinnen, die mit 316,75 Punkten Olympiasiegerinnen wurden, und den mit 289 Punkten zweitplatzierten Italienerinnen. Dahinter folgten die Mannschaften Ungarns und Frankreich. Seymour erhielt somit zusammen mit Annie Broadbent, Lucy Desmond, Margaret Hartley, Amy Jagger, Queenie Judd, Jessie Kite, Midge Moreman, Carrie Pickles, Ada Smith, Hilda Smith und Doris Woods die Bronzemedaille.
Sie war Mitglied des Northampton Polytechnic Institute Women’s Gymnastics Clubs, wo sie ebenso wie ihre olympischen Mannschaftskolleginnen Lucy Desmond, Jessie Kite, Doris Woods, Midge Moreman und Queenie Judd unter Rudolf „Obie“ Oberholzer trainierte. 1925 belegte Seymour bei den nationalen Meisterschaften den dritten Platz, 1927 erreichte sie den vierten Rang.